# Osiedle Henryka Sienkiewicza (Zabierzów)
Osiedle Henryka Sienkiewicza – osiedle w Zabierzowie położone w północnej części wsi.

## Ulice
- Henryka Sienkiewicza – główna ulica osiedla. Zaczyna się odchodząc od ul. Rodziny Poganów, zaś kończy wpadając w ul. Nad Wodą.
- Nad Wodą – ulica przylegająca do osiedla od północy. Zaczyna się odchodząc od ul. Rodziny Poganów. Dalej biegnie brzegiem Rudawy. Kończy się bramą ogródków działkowych.
- Niecała – ulica prowadząca od ul. Działkowej do ul. H. Sienkiewicza.